# Мецане-Масете (Козенца)
Мецане-Масете је насеље у Италији у округу Козенца, региону Калабрија.
Према процени из 2011. у насељу је живело 179 становника. Насеље се налази на надморској висини од 262 м.